# Tyrone Davis
Tyrone Davis (* 4. Mai 1938 in Greenville, Mississippi; † 9. Februar 2005 in Hinsdale, Illinois) war ein US-amerikanischer Soulsänger und wichtiger Vertreter des Chicago Soul.

## Leben
Tyrone Davis wurde auf einer Farm in der Nähe der Stadt Greenville im Bundesstaat Mississippi geboren und wuchs in Saginaw/Illinois auf. 1959 zog er nach Chicago, um dort als Chauffeur des Bluesmusikers Freddie King zu arbeiten.
Erste musikalische Erfahrungen machte Davis als Aushilfe bei einigen lokalen Blues- und Soulgrößen, ehe er selber in den Chicagoer Clubs seine Gesangskarriere startete. Seine erste Single Suffer veröffentlichte er 1965 unter dem Namen „Tyrone the Wonder Boy“. Nachdem die kleine Plattenfirma, bei der Tyrone Davis unter Vertrag stand, durch den Tod des Inhabers aufgeben musste, ging er bei Dakar Records unter Vertrag, einem ehemaligen Sublabel von Atlantic Records.
Seine erste Single dort, Can I Change My Mind, ursprünglich die B-Seite, wurde sein erster Erfolg und erreichte Platz 1 der R&B-Charts und Platz 5 der US-Popcharts. Fortan prägte Davis den Chicago Soul mit seiner sanften und orchestralen Weise. Sein größter Hit, Turn Back The Hands Of Time aus dem Jahre 1970 erreichte in den Popcharts Platz 3.
Ein Jahr nachdem Tyrone Davis seinen dritten Hit mit Turning Point erreichte, 1976, wechselte er zu CBS. Dort wiesen seine Lieder, ganz im Stile der Zeit des kommenden Disco-Booms, eine höhere Tanzbarkeit und damit Anspruchslosigkeit auf.
Ein weiteres Mal wechselte Davis sein Plattenlabel 1981, als er einen Vertrag bei Highrise Records unterschrieb. Seine erste Single Are You Serious sollte sein letzter R&B-Charts Top 5 Hit sein.
In den 1990er Jahren kam Tyrone Davis bei einigen kleineren Soullabel unter Vertrag, konnte aber keinen Erfolg mehr landen. Er veröffentlichte etwa alle ein bis zwei Jahre eine Platte und war gern gesehener Gast auf diversen Soul-Veranstaltungen, auf denen er vornehmlich seinen alten Hits vortrug.
Zudem war er in der Band 'Ocean's 7'
Im Oktober 2004 erlitt Tyrone Davis einen Schlaganfall, an dessen Folgen er am 9. Februar 2005 im Hinsdale Hospital starb.

## Diskografie

### Alben
| Jahr | Titel                         | Höchstplatzierung, Gesamtwochen, AuszeichnungChartplatzierungen (Jahr, Titel, Platzierungen, Wochen, Auszeichnungen, Anmerkungen) | Höchstplatzierung, Gesamtwochen, AuszeichnungChartplatzierungen (Jahr, Titel, Platzierungen, Wochen, Auszeichnungen, Anmerkungen) | Anmerkungen |
| Jahr | Titel                         | US | R&B | Anmerkungen |
| ---- | ----------------------------- | --- | --- | ----------- |
| 1969 | Can I Change My Mind          | US146 (6 Wo.)US | R&B12 (18 Wo.)R&B |             |
| 1970 | Turn Back the Hands of Time   | US90 (11 Wo.)US | R&B9 (14 Wo.)R&B |             |
| 1972 | I Had It All the Time         | US182 (6 Wo.)US | R&B42 (2 Wo.)R&B |             |
| 1973 | Without You in My Life        | US174 (6 Wo.)US | R&B24 (20 Wo.)R&B |             |
| 1973 | It’s All in the Game          | — | R&B28 (11 Wo.)R&B |             |
| 1974 | Home Wrecker                  | — | R&B55 (2 Wo.)R&B |             |
| 1976 | Turning Point!                | — | R&B10 (13 Wo.)R&B |             |
| 1976 | Love and Touch                | US89 (9 Wo.)US | R&B12 (18 Wo.)R&B |             |
| 1977 | Let’s Be Closer Together      | — | R&B17 (8 Wo.)R&B |             |
| 1978 | I Can’t Go On This Way        | — | R&B18 (11 Wo.)R&B |             |
| 1979 | In the Mood with Tyrone Davis | US115 (12 Wo.)US | R&B9 (26 Wo.)R&B |             |
| 1979 | Can’t You Tell It’s Me        | — | R&B40 (12 Wo.)R&B |             |
| 1980 | I Just Can’t Keep on Going    | — | R&B39 (8 Wo.)R&B |             |
| 1982 | Tyrone Davis                  | US137 (6 Wo.)US | R&B10 (27 Wo.)R&B |             |
| 1983 | Something Good                | — | R&B46 (25 Wo.)R&B |             |
| 1988 | Flashin’ Back                 | — | R&B37 (36 Wo.)R&B |             |
| 1991 | I’ll Always Love You          | — | R&B39 (53 Wo.)R&B |             |
| 1992 | Something’s Mighty Wrong      | — | R&B53 (27 Wo.)R&B |             |
| 1994 | For The Good Times            | — | R&B88 (1 Wo.)R&B |             |
| 1996 | Simply                        | — | R&B85 (8 Wo.)R&B |             |
| 1999 | Call Tyrone                   | — | R&B85 (3 Wo.)R&B |             |
| 2000 | Relaxin’ with Tyrone          | — | R&B71 (18 Wo.)R&B |             |
| 2003 | Come To Daddy                 | — | R&B42 (16 Wo.)R&B |             |
| 2004 | Legendary Hall Of Famer       | — | R&B94 (1 Wo.)R&B |             |

Weitere Alben
- 1981: Everything in Place
- 1985: Sexy Thing
- 1987: Man of Stone
- 1990: Come on Over
- 1994: You Stay On My Mind
- 1997: Pleasing You
- 2002: Love Line

### Singles
| Jahr | Titel Album                                                     | Höchstplatzierung, Gesamtwochen, AuszeichnungChartplatzierungen (Jahr, Titel, Album, Platzierungen, Wochen, Auszeichnungen, Anmerkungen) | Höchstplatzierung, Gesamtwochen, AuszeichnungChartplatzierungen (Jahr, Titel, Album, Platzierungen, Wochen, Auszeichnungen, Anmerkungen) | Anmerkungen |
| Jahr | Titel Album                                                     | US | R&B | Anmerkungen |
| ---- | --------------------------------------------------------------- | --- | --- | ----------- |
| 1968 | Can I Change My Mind                                            | US5 Gold · (13 Wo.)US | R&B1 (14 Wo.)R&B |             |
| 1969 | Is It Something You’ve Got –                                    | US34 (7 Wo.)US | R&B5 (9 Wo.)R&B |             |
| 1970 | Turn Back the Hands of Time                                     | US3 Gold · (13 Wo.)US | R&B1 (14 Wo.)R&B |             |
| 1970 | I’ll Be Right Here Turn Back the Hands of Time                  | US53 (9 Wo.)US | R&B8 (11 Wo.)R&B |             |
| 1970 | Let Me Back In Turn Back the Hands of Time                      | US58 (8 Wo.)US | R&B12 (9 Wo.)R&B |             |
| 1971 | Could I Forget You –                                            | US60 (7 Wo.)US | R&B10 (9 Wo.)R&B |             |
| 1971 | One-Way Ticket –                                                | US75 (7 Wo.)US | R&B18 (8 Wo.)R&B |             |
| 1971 | You Keep Me Holding On –                                        | US94 (3 Wo.)US | R&B15 (7 Wo.)R&B |             |
| 1972 | I Had It All The Time                                           | US61 (9 Wo.)US | R&B5 (11 Wo.)R&B |             |
| 1972 | Was I Just A Fool I Had It All The Time                         | — | R&B26 (6 Wo.)R&B |             |
| 1972 | If You Had A Change In Mind Without You In My Life              | — | R&B28 (9 Wo.)R&B |             |
| 1973 | Without You In My Life                                          | US64 (9 Wo.)US | R&B5 (12 Wo.)R&B |             |
| 1973 | There It Is Without You In My Life                              | US32 (9 Wo.)US | R&B9 (13 Wo.)R&B |             |
| 1973 | Wrapped Up In Your Warm And Tender Love Without You In My Life  | — | R&B19 (11 Wo.)R&B |             |
| 1974 | I Wish It Was Me It’s All In The Game                           | US57 (9 Wo.)US | R&B11 (17 Wo.)R&B |             |
| 1974 | What Goes Up (Must Come Down) It’s All In The Game              | US89 (2 Wo.)US | R&B11 (14 Wo.)R&B |             |
| 1974 | Happiness Is Being With You It’s All In The Game                | — | R&B27 (13 Wo.)R&B |             |
| 1974 | I Can’t Make It Without You It’s All In The Game                | — | R&B38 (10 Wo.)R&B |             |
| 1975 | Homewreckers Home Wrecker                                       | — | R&B36 (12 Wo.)R&B |             |
| 1975 | A Woman Needs To Be Loved Home Wrecker                          | — | R&B38 (13 Wo.)R&B |             |
| 1975 | Turning Point Turning Point!                                    | — | R&B1 (20 Wo.)R&B |             |
| 1976 | So Good (To Be Home With You) Turning Point!                    | — | R&B9 (13 Wo.)R&B |             |
| 1976 | Give It Up (Turn It Loose) Love And Touch                       | US38 (11 Wo.)US | R&B2 (16 Wo.)R&B |             |
| 1976 | Ever Lovin’ Girl Turning Point!                                 | — | R&B39 (11 Wo.)R&B |             |
| 1977 | Close To You Love And Touch                                     | — | R&B33 (9 Wo.)R&B |             |
| 1977 | This I Swear Let’s Be Closer Together                           | — | R&B6 (16 Wo.)R&B |             |
| 1977 | All You Got Let’s Be Closer Together                            | — | R&B32 (16 Wo.)R&B |             |
| 1978 | Get On Up (Disco) I Can’t Go On This Way                        | — | R&B12 (20 Wo.)R&B |             |
| 1978 | Can’t Help But Say I Can’t Go On This Way                       | — | R&B65 (8 Wo.)R&B |             |
| 1979 | In The Mood In The Mood With Tyrone Davis                       | — | R&B6 (20 Wo.)R&B |             |
| 1979 | Ain’t Nothing I Can Do In The Mood With Tyrone Davis            | — | R&B72 (6 Wo.)R&B |             |
| 1979 | Be With Me Can’t You Tell It’s Me                               | — | R&B37 (14 Wo.)R&B |             |
| 1980 | Can’t You Tell It’s Me                                          | — | R&B58 (7 Wo.)R&B |             |
| 1980 | How Sweet It Is (To Be Loved by You) I Just Can’t Keep On Going | — | R&B36 (11 Wo.)R&B |             |
| 1981 | Just My Luck Everything In Place                                | — | R&B62 (8 Wo.)R&B |             |
| 1982 | Are You Serious Tyrone Davis                                    | US57 (6 Wo.)US | R&B3 (20 Wo.)R&B |             |
| 1983 | A Little Bit Of Loving (Goes A Long Way) Tyrone Davis           | — | R&B49 (9 Wo.)R&B |             |
| 1983 | I Found Myself When I Lost You Something Good                   | — | R&B38 (14 Wo.)R&B |             |
| 1984 | Let Me Be Your Pacifier Something Good                          | — | R&B33 (12 Wo.)R&B |             |
| 1987 | I’m In Love Again Man Of Stone In Love Again                    | — | R&B84 (5 Wo.)R&B |             |
| 1988 | Do You Feel It Flashin’ Back                                    | — | R&B54 (11 Wo.)R&B |             |
| 1988 | It’s A Miracle Flashin’ Back                                    | — | R&B32 (14 Wo.)R&B |             |
| 1988 | Flashin’ Back                                                   | — | R&B61 (9 Wo.)R&B |             |